# Aaron Groben
Aaron Groben (* 5. April 1990) ist ein US-amerikanischer Schauspieler, Stuntman, Synchronsprecher und Model.

## Leben
Groben wurde am 5. April 1990 geboren. Er machte seinen Bachelor of Arts in Schauspiel an der American Musical and Dramatic Academy und belegte danach verschiedene Kurse, auch im Bereich des Theaterschauspiels und des Stunts.
Von 2008 bis 2012 stellte er in der Fernsehserie Inquisitive Minds die Rolle des Dr. Knowledge dar. 2012 fungierte er als Gastgeber in der Serie EdisonLearning: Math und war in 36 Episoden als Mr. Euler zu sehen. 2013 mimte er in der Fernsehserie Kevin v Aaron die titelgebende Rolle des Aaron. Er wirkte von 2015 bis 2018 in 25 Ausgaben des Formats Face Off mit. 2016 hatte er größere Rollen in den Low-Budget-Filmen Zoombies – Der Tag der Tiere ist da! und Attack of the Killer Donuts inne. Von 2017 bis 2018 war er in der Fernsehserie Tails of the Blue in der Rolle des King Henry Manchester zu sehen. 2019 hatte er im Film Synchronic eine Sprechrolle inne. Von 2019 bis 2021 wirkte er in 58 Episoden der Fernsehserie The Super Pops58 Episoden in verschiedenen Rollen mit. 2020 hatte er eine Rolle in Interview with the Antichrist inne.

## Filmografie (Auswahl)

### Schauspiel
- 2005: The Heater
- 2005: Suicide Notes (Kurzfilm)
- 2005: Shocks & Bonds (Kurzfilm)
- 2005: Waitless (Kurzfilm)
- 2006: Black Top Dreams
- 2006: The Trouble with Anne
- 2006: Squad 77
- 2007: The End Part II (Kurzfilm)
- 2007: Passage Northwest
- 2007: Year of the Pig (Kurzfilm)
- 2007: Fishing with Hookers (Fernsehfilm)
- 2008: Bullets in Harriett (Kurzfilm)
- 2008–2012: Inquisitive Minds (Fernsehserie, 3 Episoden)
- 2009: One Woman's Love (Kurzfilm)
- 2009: Lords of Corruption (Kurzfilm)
- 2010: The Rally
- 2010: Carmind (Fernsehserie)
- 2010: Benjamin (Kurzfilm)
- 2011: Tastes Like Chicken (Kurzfilm)
- 2011: Muscle Beach (Fernsehserie, Episode 1x01)
- 2011: The Martyr (Kurzfilm)
- 2011: Not Science (Kurzfilm)
- 2011: Platanito Show
- 2011: Mad Augustus
- 2012: Happy Endings (Fernsehserie, Episode 2x18)
- 2012: Operation Repo (Fernsehserie, Episode 9x23)
- 2012: Black Sabbath
- 2012: Redemption (Kurzfilm)
- 2012: Virgins for Life
- 2012: Victims (Kurzfilm)
- 2012: The Down Home Alien Blues
- 2012: The 13: Fall (Kurzfilm)
- 2012: Shades of Julia
- 2012: Bad Ads (Fernsehserie, Episode 2x04)
- 2012: The Beach (Kurzfilm)
- 2012: EdisonLearning: Math (Fernsehserie, 36 Episoden)
- 2013: Super Friends (Kurzfilm)
- 2013: Final: The Rapture
- 2013: She Will Be Free (Kurzfilm)
- 2013: Kevin v Aaron (Fernsehserie, 3 Episoden)
- 2013: The Abandoned Project X
- 2013: The Heirs (Fernsehserie, 4 Episoden)
- 2013: Nightcomer
- 2014: Zack the Zombie Exterminator (Kurzfilm)
- 2014: The Bible Rules (Fernsehserie, Episode 1x03)
- 2014: Tattoo Nightmares (Fernsehserie, Episode 3x06)
- 2014: First Sight (Kurzfilm)
- 2014: Disney Magic of Healthy Living (Fernsehserie)
- 2014: KTLA Morning News (Fernsehreihe)
- 2014: Chronologie des Grauens (Murder Book, Fernsehdokuserie, Episode 1x02)
- 2014: Gen RX (Kurzfilm)
- 2014: Noches con Platanito (Fernsehserie, Episode 2x56)
- 2014–2015: Breeder X (Fernsehserie, 3 Episoden)
- 2014–2016: CollegeHumor Originals (Fernsehserie, 2 Episoden)
- 2015: With Dad (Fernsehdokuserie, 3 Episoden)
- 2015: Episodes (Fernsehserie, Episode 4x04)
- 2015: Royal Blood: Out of the Black (Kurzfilm)
- 2015: Road Wars
- 2015: Sunset Water Dance for the Aged Country Queen (Kurzfilm)
- 2015: Self-Portrait (Kurzfilm)
- 2015: Oscar (Kurzfilm)
- 2015: Disney Monstober (Fernsehserie, 3 Episoden, verschiedene Rollen)
- 2015: Resurrection (Fernsehfilm)
- 2015: Sirens (Kurzfilm)
- 2015–2018: Face Off (Fernsehserie, 25 Episoden)
- 2016: The Monster Outside (Fernsehfilm)
- 2016: Hashtaggers (Fernsehserie, Episode 1x04)
- 2016: Opposites (Kurzfilm)
- 2016: Zoombies – Der Tag der Tiere ist da! (Zoombies)
- 2016: The Channel
- 2016: Awkward – Mein sogenanntes Leben (Fernsehserie, Episode 5x23)
- 2016: Snapped: She Made Me Do It (Fernsehdokuserie, Episode 2x04)
- 2016: Hidden America with Jonah Ray (Fernsehserie, Episode 1x04)
- 2016: Comedy Bang! Bang! (Fernsehserie, Episode 5x01)
- 2016: Attack of the Killer Donuts
- 2016: Shorty (Kurzfilm)
- 2016: The 85th Annual Hollywood Christmas Parade (Fernsehfilm)
- 2016: Beauty School (Fernsehfilm)
- 2017: Kazakh Business in America
- 2017: My Crazy Sex (Fernsehserie, Episode 2x01)
- 2017: Party Bus to Hell
- 2017: Bikini Car Wash Massacre
- 2017–2018: Tails of the Blue (Fernsehserie, 5 Episoden)
- 2018: People Magazine: Investigativ (Fernsehdokuserie, Episode 2x09)
- 2018: The Campus
- 2018: Wally Got Wasted
- 2018: The Rotation
- 2018: Undivided ATTN: (Fernsehserie)
- 2018: Sunset Society
- 2018: Hurricane Joli (Kurzfilm)
- 2018: Ancient Art
- 2018: Noches con Platanito (Fernsehserie, Episode 22x05)
- 2018: Shangri-La: Near Extinction
- 2018: Super Hero! (Fernsehserie, Episode 1x04)
- 2018: Unmasked: Sidewalk Superheroes (Fernsehserie, Episode 1x01)
- 2018: Perfect Citizens (Fernsehfilm)
- 2018: MMA
- 2018: CobraGator
- 2018–2019: Solve (Fernsehserie, 4 Episoden, verschiedene Rollen)
- 2018–2021: Totally TV (Fernsehserie, 108 Episoden, verschiedene Rollen)
- 2019: Welcome To Daisyland (Fernsehserie, Episode 1x01)
- 2019: This Is Not Happening (Fernsehserie, Episode 4x14)
- 2019: The Singing Cowboy (Kurzfilm)
- 2019: It's Still My Turn: GoT Parody (Kurzfilm)
- 2019: Urban Legends VR (Fernsehserie, 2 Episoden, verschiedene Rollen)
- 2019: Worst Idea Ever
- 2019: Forbidden Paradise
- 2019: VHYes
- 2019: Seven deadly Sins
- 2019: ASMR Seance (Kurzfilm)
- 2019: Weedjies: Halloweed Night
- 2019: Puppet Mistress Presents (Fernsehserie, Episode 1x01)
- 2019: Venice Skye
- 2019: Nickelodeon's State of the Family (Fernsehserie)
- 2019–2020: Pop Music High (Fernsehserie, 7 Episoden)
- 2019–2020: Side Quest (Fernsehserie, 3 Episoden)
- 2019–2021: The Super Pops (Fernsehserie, 58 Episoden, verschiedene Rollen)
- 2020: Want To Pick Me Up? (Kurzfilm)
- 2020: Blossom (Fernsehserie)
- 2020: False Hopes
- 2020: Management Theory (Kurzfilm)
- 2020: How to Get $100 Million (Kurzfilm)
- 2020: Casting the Net (Fernsehserie, Episode 1x02)
- 2020: His Wife's Secret Life
- 2020: Walk Through the Bible
- 2020: Desert Swingers
- 2020: Reversal
- 2020: Conspiracy Child
- 2020: The Rap Pops (Fernsehserie, Episode 1x03)
- 2020: Heaven
- 2020: Meyer of Earth (Kurzfilm)
- 2020: Secret Seduction
- 2020: The Box (Kurzfilm)
- 2020: The Eric Andre Show (Fernsehserie, Episode 5x07)
- 2020: Couchmaster X
- 2020: What Are We Watching? (Fernsehserie)
- 2020: Interview with the Antichrist
- 2020: Serfs Up (Kurzfilm)
- 2020: Code Crack (Kurzfilm)
- 2020–2021: Totally WOW (Fernsehserie, 7 Episoden, verschiedene Rollen)
- 2020–2021: Unfortunate Dating Diaries (Fernsehserie, 3 Episoden)
- 2020–2021: Just My Luck with Sophia and Maya (Fernsehserie, 2 Episoden)
- 2021: The Box
- 2021: The Movie Show (Fernsehserie, Episode 1x10)
- 2021: Into the Dark (Fernsehserie, Episode 2x11)
- 2021: The Wrong Prince (Kurzfilm)
- 2021: Play Mate
- 2021: EP (Fernsehserie, Episode 1x01)
- 2021: The Viscount's Heir (Kurzfilm)
- 2021: Neuro (Kurzfilm)
- 2021: The Devil's Deceit (Kurzfilm)
- 2021: Survive the Night
- 2021: From Ashes
- seit 2021: Totally Studios (Fernsehserie, verschiedene Rollen)
- 2022: Motorvation
- 2022: The Rotation
- 2022: Journey to Hell
- 2022: Family Conflicts (Kurzfilm)
- 2022: You Can't Kill the Boogeyman (Kurzfilm)
- 2022: To Be MELO
- 2022: Redemption (Kurzfilm)
- 2022: Wild West Chronicles (Fernsehserie, Episode 2x08)

### Stunts
- 2006: The Trouble with Anne
- 2006: Squad 77
- 2007: The End Part II
- 2007: Year of the Pig
- 2012: Redemption (Kurzfilm)
- 2012: The Down Home Alien Blues
- 2013: Kevin v Aaron (Fernsehserie, 2 Episoden)
- 2013: She Will Be Free (Kurzfilm)
- 2015: Road Wars
- 2017: Party Bus to Hell
- 2020: Interview with the Antichrist
- 2021: From Ashes

## Synchronisationen (Auswahl)
- 2006: The X and the Y (Animationsfilm)
- 2012: Dynamite Brothers (Fernsehserie, Episode 1x01)
- 2013: Batman Beyond (Zeichentrickfilm)
- 2014: Final Sky (Computerspiel)
- 2014: Chaos Heroes Online (Computerspiel)
- 2014: Batman Beyond: Rising Knight (Animationsfilm)
- 2015: Echo of Soul (Computerspiel)
- 2016: Escape from the Zoombies (Computerspiel)
- 2016: Echo of Soul 2 (Computerspiel)
- 2018–2019: Tick and Tock (Fernsehserie, 16 Episoden)
- 2019: Sang Del Drac (Kurzfilm)
- 2019: Synchronic
- 2020: Terror DTLA: Son of Sam (Computerspiel)

## Musikvideos
- 2009: Shahryar: Rofoozeh
- 2009: Amanda Shelby: Don't Let Go
- 2011: Traci Lords: Last Drag
- 2012: Shyma: Ocean
- 2012: Doreen Taylor: Last Call
- 2012: Oksana Angel: Kingdom of Angels
- 2013: Leslie: Des Mots Invincibles
- 2013: Genesee: Take It from Me
- 2013: Genesee: Raw
- 2014: Iggy Azalea Feat. Charli XCX: Fancy
- 2014: Girl Talk & Freeway feat. Waka Flocka Flame: Tolerated
- 2014: Fitty Smallz: Hamburger Fries & Shake
- 2014: Adel Tawil: Lights Around the World
- 2014: Toby Keith: Drunk Americans
- 2015: Vanessa Bryan: Cowgirl Free
- 2015: Trisha Paytas: If I Could Turn Back Time
- 2016: Bring Me the Horizon: Follow You
- 2016: Juliet Huns: Gone
- 2016: Chris Brown: Grass Ain't Greener
- 2017: Kris Wu: UjoFan
- 2017: Katy Perry: Hey Hey Hey
- 2018: Dvbbs & Blackbear: IDWK
- 2018: Megan Nicole: Checklist
- 2018: Playboi Carti: R.I.P.
- 2019: Danna Paola: Mala Fama
- 2019: Camila Cabello: Liar
- 2019: Naive New Beaters Feat. Ana Zimmer: I See Fire
- 2019: The Almost: Chokehold
- 2020: My Chemical Romance: A Summoning
- 2020: Sub Urban Feat. REI AMI: Freak
- 2020: Zach Brandon: Top of the Hill
- 2020: Juliette Irons: Satellite
- 2020: Juliette Irons: A Rogue Wave
- 2020: Gashi Feat. Sting: Mama
- 2020: The Voice: One Love
- 2020: Niki DeMar: Bite of Me
- 2020: Jamie Lynn Spears & Chantel Jeffries: Follow Me
- 2021: Patrick Olson: For Your Love
- 2021: Josh Groban: Angels
- 2021: Aristotttle: Angel of Soul
- 2022: Cade Huseby: Someone
- 2022: Kid Moxie: On A Sunday Night